# ليرين فرانكو
 ليرين ديهيانا فرانكو ستينيري  (بالإسبانية: Leryn Franco)‏ (مواليد 1 مارس 1982 في أسونسيون) عارضة أزياء براغويانية و رياضية أولمبية متخصصة في رمي الرمح، أصبحت ذات شهرة عالمية بعد مشاركتها في دورة الألعاب الأولمبية الصيفية 2008 في بكين ، يعتبر أفضل رقم شخصي حققته في رمي الرمح 57.77 متر، في يونيو عام 2012 في باركيسيميتو .
قلة من الناس يتحدثون عن مهاراتها الرياضية بقدر ما كانوا يتحدثون عن جمالها حيث ظهرت وعلى الأخص في  العدد الرياضي المصور لملابس السباحة  في عام 2011

## وصلات خارجية
- ليرين فرانكو على موقع IMDb (الإنجليزية)
- ليرين فرانكو على موقع قاعدة بيانات الفيلم (الإنجليزية)

- ليرين فرانكو على موقع الاتحاد الدولي لألعاب القوى (الإنجليزية)
- ليرين فرانكو على موقع اللجنة الأولمبية الدولية (الإنجليزية)
- ليرين فرانكو على موقع أوليمبيديا (الإنجليزية)